# برنهارد فايس
برنهارد فايس (بالألمانية: Bernhard Weis)‏ (10 مارس 1976 بألمانيا - ) هو لاعب كرة قدم ألماني في مركز الهجوم. لعب مع بايرن ميونخ الثاني وفالدهوف مانهايم ونادي آوغسبورغ ونادي فادوتس واينتراخت ترير 05 ‏.

## وصلات خارجية
- برنهارد فايس على موقع بيانات كرة القدم. دي إي (الألمانية)
- برنهارد فايس على موقع عالم كرة القدم.نت (الإنجليزية)